# Les Dingodossiers
Les Dingodossiers es una serie humorística de cómics creados por los artistas franceses Marcel Gotlib (dibujante) y René Goscinny (guionista), publicada por primera vez en Pilote, desde 1965 a 1967.

## Trayectoria editorial
Marcel Gotlib y René Goscinny se conocieron en 1965, cuando Gotlib se unió a la revista Pilote, cuyo líder era Goscinny. Juntos lanzaron la serie Dingodossier, con 169 historietas publicadas en Pilote entre 1965 y 1967. En 1967, Goscinny, que había renunciado a participar en muchas series, hasta en la exitosa serie de Asterix y Obélix, le dijo a Gotlib que prefería continuar la serie por su cuenta. Gotlib decidió dejar la serie en 1968 y puso en marcha la serie Rubrique-à-Brac, muy similar a la Dingodossiers, pero con un tono ligeramente diferente y algunas innovaciones.
Tres álbumes fueron publicados por Dargaud: Les Dingodossiers Tomo 1 en 1967, Les Dingodossiers Tomo dos en 1972, y Les Dingodossiers Tomo 3 en 1995, compuesto por tiras inéditas. En 2005, un compendio fue publicado por Dargaud.

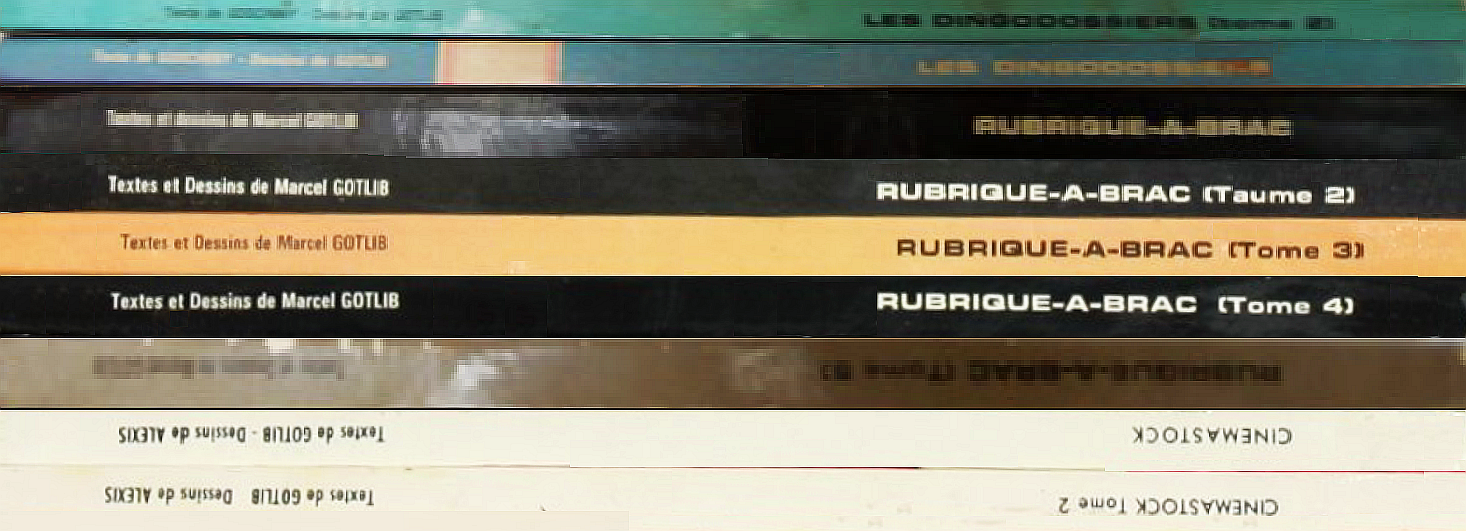
Los dos tomos de arriba son los dos primeros de Les Dingodossiers

En España se editó como una sección de la revista Super López 2ª época bajo el nombre de "Super Gotlib". Tras la cancelación de la revista pasó a editarse en la revista TBO de Ediciones B en la 6ª época bajo el nombre de "Informe Comical"

## Estilo
El término Dingodossiers es un acrónimo de dos palabras en francés: dingo (loco), y dossiers (expedientes). Como el título sugiere, la serie se compone de escenas de la vida cotidiana con un tono muy humorístico. Cada historieta se compone de dos a cuatro tiras dibujadas en blanco y negro. Las tiras hacen frente a los estereotipos y clichés y representan la vida cotidiana de una manera caricaturesca. Las historietas son parodias cómicas: escenas de la vida conyugal y familiar, vida laboral, las relaciones con los vecinos, etc. Un personaje recurrente es Chaprot, un alumno tonto.
- Datos: Q3232113